# 중규직
중규직은 2007년 도입된 비정규직법 시행에 따라 금융권·유통업계 중심으로 2년 이상 일한 기간제 노동자들을 '계약 기간을 따로 정하지 않는' 무기계약직으로 전환하면서 나온 신조어이다. 
이를 두고 재계약 절차가 없어져 고용 불안을 줄였다는 평가가 나오는 반면, 정규직과 벽을 갈라 승진·급여 등에서 차별을 고착화했다는 비판이 제기되고 있다.